# Tanah Abang Utara
Tanah Abang Utara is een bestuurslaag in het regentschap Muara Enim van de provincie Zuid-Sumatra, Indonesië. Tanah Abang Utara telt 3050 inwoners (volkstelling 2010).